# Dekalog Spolsky
Dekalog Spolsky è il secondo album in studio della cantante polacca Mery Spolsky, pubblicato il 27 settembre 2019 su etichetta discografica Kayax Production.

## Tracce
1. Dekalog Spolsky – 1:57
2. Mazowiecka kiecka – 3:58
3. Bigotka – 3:38
4. Szafa Meryspolsky – 4:01
5. Sorry from the Mountain – 3:29
6. Cieliste rajstopy – 4:06
7. KA – 3:42
8. Kosmiczna dziewczyna – 3:20
9. Fak – 4:20
10. Blond włos – 5:09
11. Technosmutek – 3:45
12. Ups! (feat. iGorilla) – 3:51

## Classifiche
| Classifica (2019) | Posizione massima |
| ----------------- | ----------------- |
| Polonia           | 15                |